# 16944 Wangler
16944 Wangler è un asteroide della fascia principale. Scoperto nel 1998, presenta un'orbita caratterizzata da un semiasse maggiore pari a 2,4443662 UA e da un'eccentricità di 0,1872803, inclinata di 9,87668° rispetto all'eclittica.